# 羅斯城 (密歇根州)
羅斯城（英語：Rose City）是一個位於美國密歇根州奧格莫縣的城市。

## 人口
根據2020年美國人口普查的數據，羅斯城的面積為2.81平方千米，當中陸地面積為2.79平方千米，而水域面積為0.02平方千米。當地共有人口577人，而人口密度為每平方千米205人。